# Eudendrium racemosum
Espèce
Eudendrium racemosum est une espèce marine de cnidaires, un hydrozoaire de la famille des Eudendriidae. Cette espèce se rencontre notamment dans l'océan Arctique, dans le nord de l'océan Atlantique, en mer Méditerranée, ainsi que dans le bassin Indo-Pacifique. Ce cnidaire sert de nourriture à de nombreux nudibranches comme Cratena peregrina : les nématocystes sont envoyés dans les cnidosacs de la proie qui les réutilise pour sa propre défense.